# Paisaje germinador
Paisaje germinador es una escultura situada a las afueras de la ciudad asturiana de Gijón, en el norte de España. Se trata de una de las más de cien esculturas, monumentos y obras de arte que adornan sus calles. Está erigida en el parque del Cabo San Lorenzo, en la parroquia de Somió, muy cerca del mirador desde el que se ve gran parte de la zona este de la ciudad.

## Descripción
Se trata de una obra de Miguel Ángel Lombardía, erigida en la ciudad en 1997, está hecha de bronce y se compone de una pieza de casi 3 metros de altura, situada sobre un pedestal que le da mayor visibilidad. Se trata de una estructura muy trabajada, situada en la sombra del gran mirador con forma de proa de barco. En ella el autor deja libertad a la imaginación, pudiendo ser "un ser de magma, un satélite espacial a punto de elevarse, un dinosaurio destartalado y herido, un cíclope que ve el mar a través de su único ojo...".
Debido a su ubicación, en un espacio al lado del mar Cantábrico, en 2020 fue necesario llevar a cabo su reparación, dentro de un plan impulsado por el Ayuntamiento de Gijón, por el que se restauraron varios monumentos de la ciudad.